# 葛瑪蘭客運
葛瑪蘭汽車客運（英語：Kamalan Bus Inc.），簡稱葛瑪蘭客運，是一家臺灣的公共交通公司，也是宜蘭縣唯一的國道客運業者，2007年11月15日雪山隧道國道客運首發正式通車。業務擴集國道五號、桃園南崁線之國道路線，另有宜蘭勁好行市區公車、台灣好行礁溪線觀光巴士、葛瑪蘭通運股份有限公司、葛瑪蘭旅行社股份有限公司。該公司亦與觀光工廠、飯店、休閒農場業者進行策略性結盟合作，提供轉乘接駁及套組住宿服務，並捐助成立葛瑪蘭文化基金會，積極投入社會公益，每一年捐助宜蘭地區高中職以上學校之優秀學生及弱勢家庭營養午餐，推廣噶瑪蘭文化
。主要經營宜蘭縣的蘇澳鎮、羅東鎮、宜蘭市以及礁溪鄉來往新北市以及台北市的國道客運路線，以及經營頭城鎮、礁溪鄉、宜蘭市、羅東鎮、五結鄉、大同鄉、員山鄉、冬山鄉以及蘇澳鎮的市區巴士服務的宜蘭勁好行市區公車路線。

## 營運情況
- 於2007年11月15日，隨雪山隧道開放大客車通行而通車。[7]。

## 腳注
1. ↑  .   [2016-12-06]. （原始内容存档于2018-06-20）.
2. ↑  .   [2016-12-06]. （原始内容存档于2021-02-25）.
3. ↑  . 自由時報. 2009-02-24  [2014-10-03]. （原始内容存档于2018-08-24）.
4. ↑  . www.kamalan.com.tw.   [2016-12-06]. （原始内容存档于2021-02-26）.
5. ↑  . www.kmlcf.com.tw.   [2016-12-06]. （原始内容存档于2020-02-25）.
6. ↑  .   [2016-12-06]. （原始内容存档于2018-08-24）.
7. ↑  .   [2016-12-06]. （原始内容存档于2016-12-20）.

## 外部連結
- 葛瑪蘭客運的Facebook專頁
- 財團法人葛瑪蘭文化基金會 （页面存档备份，存于）